# Masicera tessellata
Masicera tessellata là một loài ruồi trong họ Tachinidae.